# Jan-Holger Mauss

Mauss im Häkel-Bikini, porträtiert von Sabina Maria van der Linden

Jan-Holger Mauss (* 1963 in Hamburg) ist ein deutscher Künstler.

## Leben
Von 1990 bis 1995 studierte Jan-Holger Mauss an der Hochschule für bildende Künste Hamburg Fotografie und freie Kunst bei Kilian Breier bzw. Werner Büttner und erlangte 1995 das Diplom in Visueller Kommunikation mit Auszeichnung.
In seinen Arbeiten beschäftigt sich Jan-Holger Mauss mit interaktiven Performances im Kunstbetrieb und dem Verhältnis von Gebrauchsgrafik, visueller Kommunikation und Sexualität. In seinem seit Anfang 2000 laufenden Netzbikini-Projekt stellt er sich renommierten Fotokünstlern zur Verfügung – nur mit einem von der Künstlerin Eva Grubinger entworfenen Häkel-Bikini bekleidet.

## Einzelausstellungen (Auswahl)
- ORIGINAL COPY. Laura Mars Gallery, Berlin 2014.
- DON. Galerie vor Ort. Wien, 2011.
- Wild thing. Galluszentrum Frankfurt a. M. 2010.

## Gruppenausstellungen (Auswahl)
- Ausschlafen, kleine Gaben, Entertainment. Laura Mars Gallery, Berlin 2023
- JUBILEE JUBILEE / 20 Years Laura Mars Gallery. Berlin 2021
- ZURÜCK ZUR ERDE!. Laura Mars Gallery, Berlin 2020
- GOOD FRIENDS. Benzene, Hamburg 2018
- POLY ECK DINGS. Benzene, Hamburg 2017
- figure it out. Galerie Carolyn Heinz, Hamburg 2017
- KOLLISION. Kunstraum Kreuzberg/Bethanien, Berlin 2016
- BLANKS. Haus am Lützowplatz, Berlin 2016
- Kunstepedemie. Büttner & Scolari. Feinkunst Krüger, Hamburg 2014
- Gut gebaute Bilder. Kunst mit Fotografie. Neuköllner Leuchtturm, Berlin 2014
- HELLO GOODBYE.  Laura Mars Gallery, Berlin 2014
- drinnen binnen buiten draußen.  Kers Gallery, Amsterdam 2013
- Up Against It. Munch Gallery, New York 2012

## Auszeichnungen
- 1993/1994 Internationales Bleckede-Stipendium des Landes Niedersachsen
- 2010 Hamburger Arbeitsstipendium für bildende Kunst